# Boris Grebenșcikov
Boris Borisovici Grebenșcikov (în rusă Борис Борисович Гребенщиков; n. 27 noiembrie 1953, Leningrad, RSFS Rusă, URSS) este un cântăreț și poet rus.